# Садівська сільська територіальна громада
Садівська сільська громада — територіальна громада в Україні, в Сумському районі Сумської області. Адміністративний центр — село Сад.
Площа громади — 330,1 км², населення — 10 319 мешканців (2020).
Утворена 12 червня 2020 року шляхом об'єднання Садівської, Великовільмівської, Низівської, Сульської, Терешківської, та Шпилівської сільських рад Сумського району та  Голубівської сільської ради Лебединського району.

## Населені пункти
У складі громади 1 селище (Низи) і 32 села:
- Бровкове
- Буцикове
- Великий Яр
- Великі Вільми
- Визирівка
- Голубівка
- Грамине
- Деркачі
- Доценківка
- Єлисеєнкове
- Журавлине
- Зелена Діброва
- Коломийці
- Лугове
- Любачеве
- Маньки
- Никонці
- Облоги
- Ополонське
- Павлючки
- Печище
- Сад
- Симонівка
- Сіробабине
- Сула
- Терешківка
- Федірки
- Філонівщина
- Харківщина
- Шапошникове
- Шпилівка
- Ясени